# Diocese of Sydney, Australia and New Zealand
Die Diocese of Sydney, Australia and New Zealand (russisch Сиднейская и Австралийско-Новозеландская епархия, auch: Australian and New Zealand Diocese, dt. Diözese von Sydney, Australien und Neuseeland) ist eine Diözese der Russischen Orthodoxen Kirche im Ausland (ROKA) in Australien, Neuseeland und Indonesien; der Bischofssitz ist Sydney. Auch die Korean Orthodox mission und die Orthodox mission in Pakistan sind administrativ dieser Diözese zugeordnet.

## Geschichte
Die erste russisch-orthodoxe Pfarrei in Australien war die St. Nicholas Church, die 1926 in Brisbane gegründet wurde. Die Australische Diözese der ROKA wurde 1946 mit dem Bischofssitz in Brisbane errichtet. 1950 wurde der Bischofssitz nach Sydney verlegt an die Peter and Paul Cathedral. 1994 wurde die Korean Orthodox mission der Diözese zugeordnet.
2005 wurden Pfarrbezirke in Indonesien aufgenommen, die bis dahin der Metropolie Hong Kong des Ökumenischen Patriarchats unterstellt gewesen waren.
2012 wurde in Pakistan die Pakistani mission gegründet.

## Klerus

### Diözesanbischöfe
- Theodore Rafalsky (12. Dezember 1946 – 5. Mai 1955)
- Sabbas Raevsky (1955 – 5. September 1969)
- Athanasius Martos (5. September 1969 – 23. Juli 1970)
- Sabbas Raevsk (23. Juli – 25. November 1970) locum tenens
- Theodosius Putilin (25. November 1970 – 13. August 1980)
- Paul Pavlov (August 1980 – 1992)
- Daniel Alexandrov (18. März 1992 – 1994) locum tenens
- Alypius Gamanovich (7. April – Mai 1994)
- Barnabas Prokofiev (11. Januar – September 1995)
- Hilarion (Kapral) (20. Juni 1996)

### Vikarbischöfe
Bischöfe von Brisbane
- Athanasius Martos (5. September 1950 – 17. Oktober 1953)
- Philaret Voznesensky (26. Mai 1963 – 27. Mai 1964)
- Constantine Essensky (10. Dezember 1967 – September 1974)
- Gabriel Chemodakov (7. Juli 1996 – 1997)

Bischöfe von Melbourne
- Athanasius Martos (22. Dezember 1949 – 5. September 1950; Oktober 1953)
- Sabbas Raevsky (18. Januar 1954 – Mai 1955)
- Anthony Medvedev (16. November 1956 – 1968)
- Theodosius Putilin (29. November 1969 – 25. November 1970)

Bischöfe von Canberra
- George Schaefer (ernannt)